# Magloire (prénom)
Pour les articles homonymes, voir Magloire.

## Étymologie
La première occurrence de cet anthroponyme sous la forme Maglor se réfère à un Magloire (ou Mégloire), saint originaire du pays de Galles. Le radical est sans doute l'ancien brittonique magl- « prince », mais normalement on devrait avoir une lénition de [g], comme dans le brittonique Brocco-maglos > gallois Broch-mael, Broch-fael, vieux breton Broc-mail ; Tigerno-maglos > vieux breton Tiernmael ; Seno-maglos > gallois Hen-fael, la lénition est cependant confirmée par la variante bretonne Maelor (et différentes formes Melair, Melar, Meler, Meloir) du nom de saint Magloire. Le second élément -or est peut-être un ancien -rix « roi », d'où une forme celtique initiale *Maglorix.
L’évolution de Maglor à Magloire en français est liée à l'attraction du mot français gloire ou peut-être due à la latinisation en Maglorius attestée dans les textes rédigés en langue latine.
Les formes galloise et cornique sont respectivement Meilyr et Melor

## Prénom
Magloire est fêté le 24 octobre en l'honneur de saint Magloire, ou Magloire de Dol.
- Pour l'ensemble des articles sur les personnes portant ce prénom, consulter :
  - la liste des articles dont le titre commence par ce prénom
  - les listes produites par Wikidata : Liste des personnes de prénom « Magloire » — même liste en incluant les éventuels prénoms composés qui contiennent « Magloire ».